# Solva aurolimbata
Solva aurolimbata är en tvåvingeart som först beskrevs av Lindner 1935.  Solva aurolimbata ingår i släktet Solva och familjen lövträdsflugor. Inga underarter finns listade i Catalogue of Life.